# Poolewe

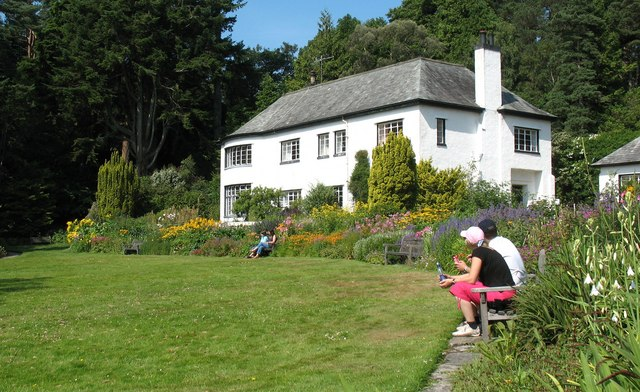
L'Inverewe Garden, nei dintorni di Poolewe

Poolewe (in gaelico scozzese: Poll Iù) è un villaggio della costa nord-occidentale della Scozia, situato nella regione di Wester Ross (area amministrativa: Highland) ed affacciato sul Loch Ewe.
Un tempo rappresentava uno dei principali porti della Scozia occidentale.

## Geografia fisica
Il villaggio di Poolewe si estende lungo la sponda meridionale del Loch Ewe, nel punto in cui il fiume Ewe si congiunge con il Loch Maree.

## Storia
Nel primo decennio del XVII secolo, a Poolewe si trovava una fornace che utilizzava il carbone estratto nelle foreste circostanti.
Alla fine del XVIII secolo, Poolewe era invece il terminal di un servizio postale che doveva servire Stornoway: all'epoca la posta veniva recapitata lì a piedi da Dingwall.
Sempre in quel periodo, Poolewe divenne un porto di collegamento commerciale con le isole di Lewis e Harris.

## Monumenti e luoghi d'interesse

### Chiesa di San Melrubio
Tra gli edifici d'interesse di Poolewe figura la chiesa dedicata a san Melrubio, costruita nel 1965.

### Inverewe Garden
Nei dintorni del villaggio, si trova l'Inverewe Garden, un giardino realizzato nel 1862 da Osgood Mackenzie.